# Pagazzano
Pagazzano – miejscowość i gmina we Włoszech, w regionie Lombardia, w prowincji Bergamo.
Według danych na styczeń 2009 gminę zamieszkiwało 2066 osób przy gęstości zaludnienia 409,9 os./1 km².